# Dragon Ball: Ssawora Son Goku, Igyeora Son Goku
Dragon Ball: Ssawora Son Goku, Igyeora Son Goku (Hangul: 드래곤볼 싸워라 손오공 이겨라 손오공; Deuraegon Bor Ssawora Son o gong, Igyeora Son o gong; Dragon Ball: Walcz Son Goku, Wygrywaj Son Goku) to nieoficjalna koreańska filmowa adaptacja mangi Dragon Ball autorstwa Akiry Toriyamy, wydana 12 grudnia 1990 roku. Fabuła filmu jest zgodna z mangą.